# SN 2006bz
SN 2006bz – supernowa typu Ia odkryta 4 maja 2006 roku w galaktyce PGC0044809. W momencie odkrycia miała maksymalną jasność 17,50m.